# Weigand von Redwitz

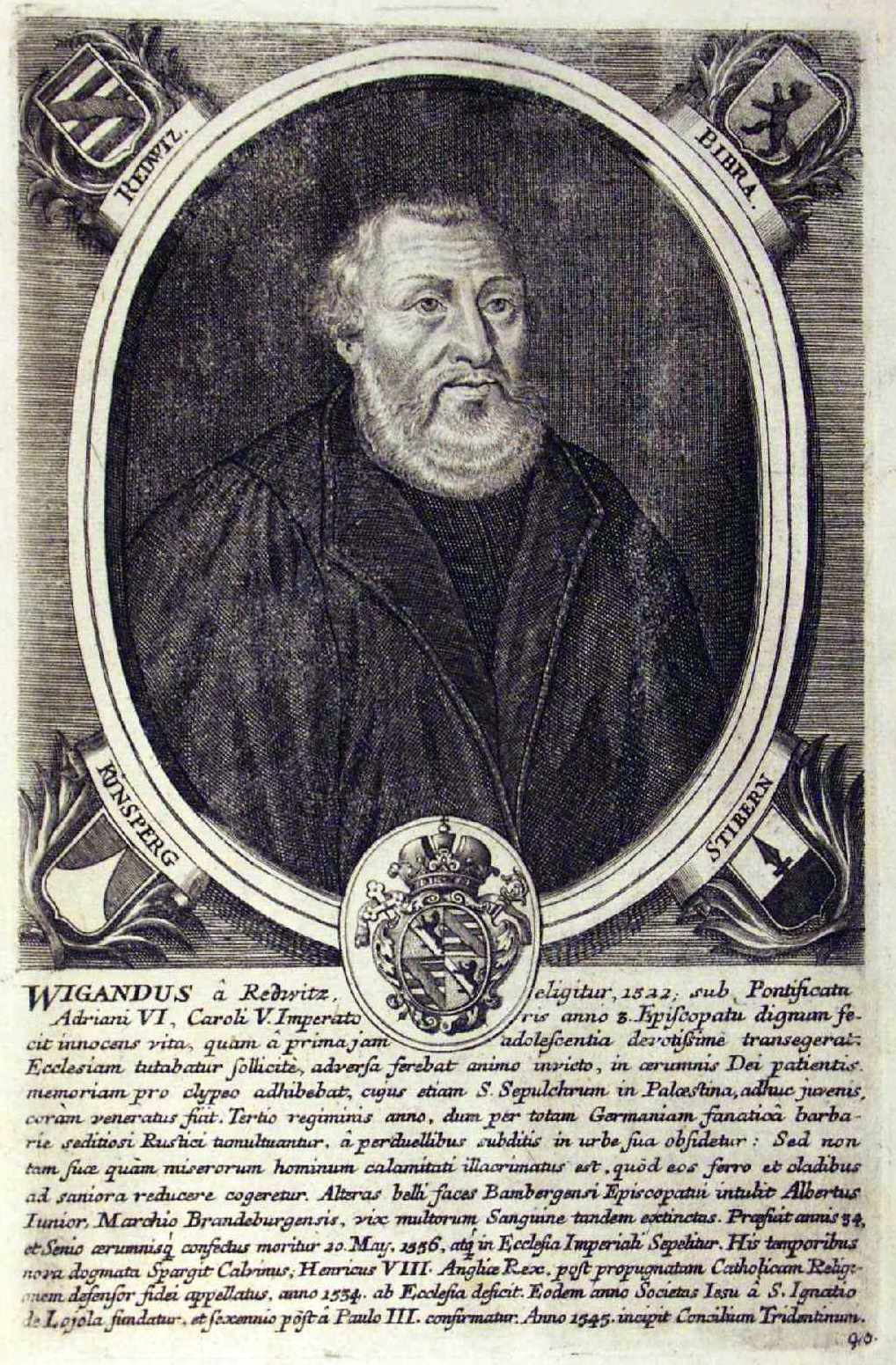
Weigand von Redwitz, Kupferstich von Johann Salver

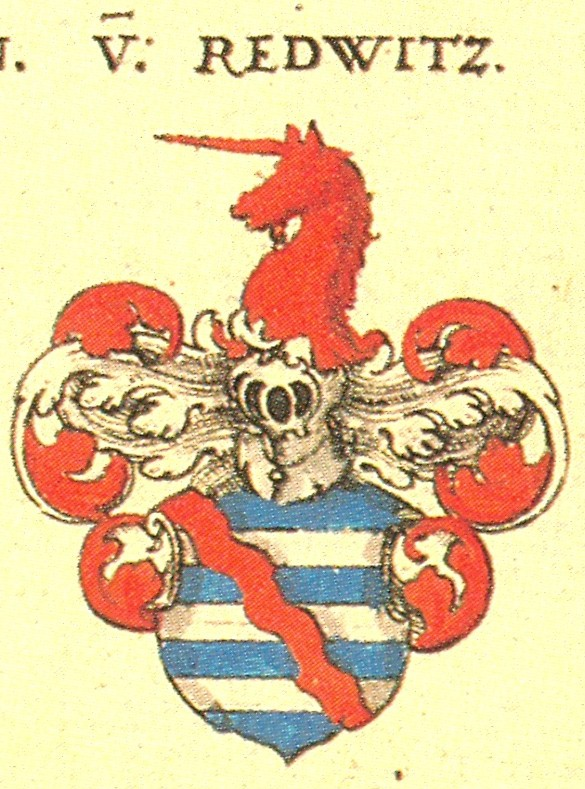
Wappen der Familie von Redwitz. Als Bischof führte es Weigand von Redwitz als Element in einem gemehrten Wappen weiter.

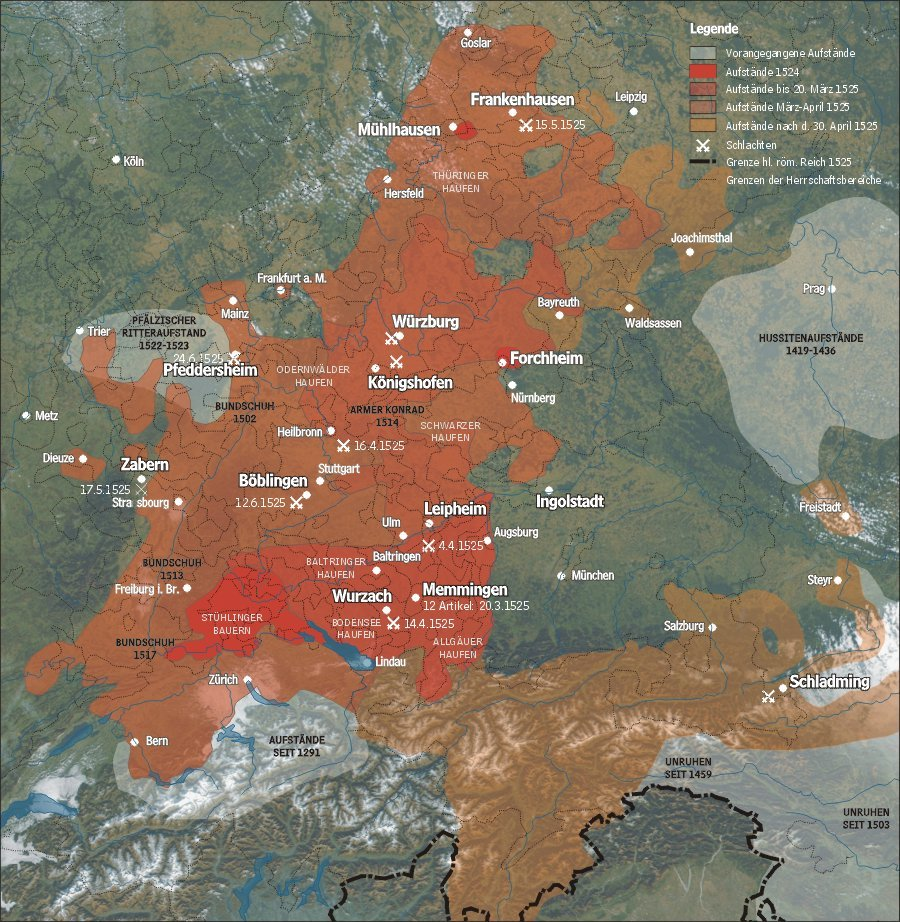
Umfang der Aufstände während des Bauernkrieges in der Region

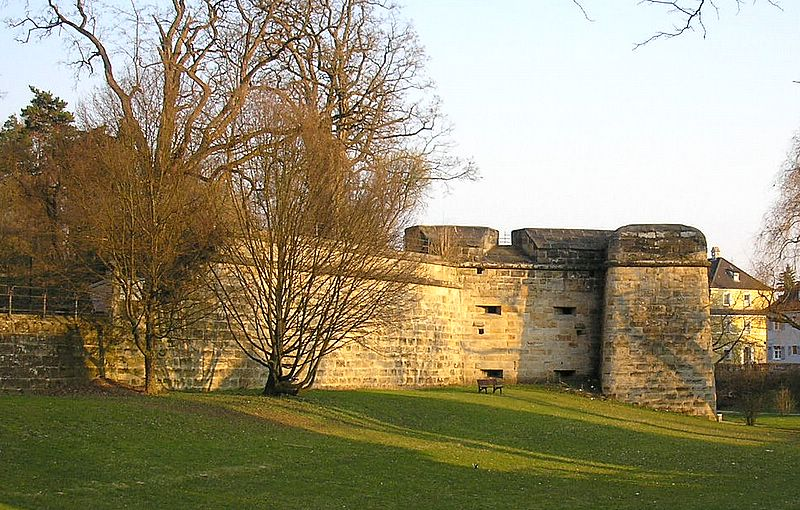
St. Veit-Bastion der Festung Forchheim von Norden

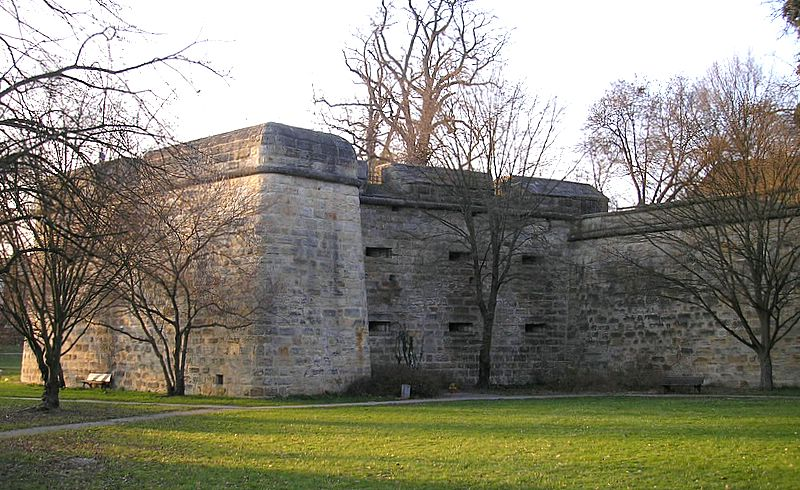
Südansicht der Bastion

Weigand von Redwitz (* 1476 in Tüschnitz; † 20. Mai 1556 in Kronach) war von 1522 bis zu seinem Tode 1556 Fürstbischof des Hochstiftes Bamberg.

## Familie
Weigand von Redwitz stammte aus der fränkischen reichsfreien Adelsfamilie von Redwitz (siehe auch Liste fränkischer Rittergeschlechter). Der namensgebende Ort heißt heute Redwitz an der Rodach und ist eine Gemeinde im Landkreis Lichtenfels in Oberfranken. Katharina II. von Redwitz († 1560) war zu Lebzeiten Weigands von 1533 bis 1536 Äbtissin im Kloster Obermünster in Regensburg.
Sein Vater war Heinrich von Redwitz zu Theisenort und Tüschnitz, seine Mutter Agatha war eine geborene von Bibra.

## Leben
Weigand von Redwitz war bereits seit 1490 Bamberger Domherr. Ein Glaubensbeweis war seine Pilgerschaft nach Jerusalem. Er war 1520 auch Oberpfarrer von Kronach und damit der Vorgesetzte des Johannes Grau, der wenig später wegen Heirat mit einer Kronacher Bürgerstochter nach Wittenberg floh und mit Martin Luther in Verbindung stand. In seiner Zeit als Bischof ging Weigand gegen Anhänger Luthers vor und setzte sympathisierende Geistliche ab. Unter dem mäßigenden Einfluss des altgedienten Beraters Johann von Schwarzenberg erfolgte dies aber weniger radikal, als es sich einige seiner Unterstützer bei der Wahl gewünscht hätten.
Zur Zeit der Ernennung von Weigand von Redwitz zum Fürstbischof war Hadrian VI. Papst und Karl V. Kaiser. Während seiner Regentschaft tobte der Bauernkrieg in der Region. Es wurden im Bistum über 70 Adelssitze zerstört, außerdem auch verschiedene Klöster. Weigand versuchte, diplomatische Lösungen zu erzielen. Als sich kriegerische Auseinandersetzungen nicht vermeiden ließen, griff er auf den Schwäbischen Bund zurück. Das militärische Einschreiten des Bundes wurde auch vom Domkapitel angestrebt, das zu Beginn der Unruhen über so viele Rechte verfügte wie noch nie und dessen Stellung nun existenziell in Frage gestellt war. Obwohl sich einzelne Domherren durchaus mit protestantischer Gesinnung hervorgetan haben, stießen die Forderungen der Bauern, die ihre Entmachtung bedeuteten, bei ihnen auf heftige Gegenwehr. Der Heerführer Georg Truchsess von Waldburg-Zeil galt als loyaler, aber auch unerbittlicher Heerführer. Günstlinge von ihm wurden mit dem eingezogenen Besitz reicher Bamberger Familien entlohnt. Als Sieger über den Bauernaufstand verhängte Weigand keine drakonischen Strafen. Trotzdem wurden einige Anführer auf dem Marktplatz enthauptet.
Er verpfändete Burg Veldenstein an die Burggrafen von Nürnberg.
Am Ende seiner Regentschaft fiel im Zweiten Markgrafenkrieg der protestantische Markgraf Albrecht Alcibiades ins Land ein. Davon überrascht, beugte sich Weigand den überzogenen Forderungen des Markgrafen und trat ohne nennenswerten Widerstand fast die Hälfte des Fürstbistums ab. Albrecht Alcibiades setzte zur Sicherung seiner Ansprüche nach und eroberte mit Forchheim und Bamberg entscheidende Zentren. Da sich Albrecht Alcibiades mit seinem Vorgehen viele Feinde geschaffen hatte, wurde er 1553 besiegt und starb 1557 als geächtete Person.

## Wappen
Das Wappen des Fürstbischofs ist geviert. Die Felder zwei und drei greifen das Familienwappen derer von Redwitz auf. Bei Johann Siebmacher sind dies in Blau drei silberne Balken, überdeckt von einem roten Schrägwellenbalken. Die übrigen beiden Felder zeigen den schwarzen Löwen für Bamberg, belegt mit einer silbernen Schrägleiste auf goldenem Grund.
Unter anderem an der St.-Veit-Bastion der Festung Forchheim ist das Wappen angebracht. Es befinden sich auch mehrere Exemplare an der Kernburg der Festung Rosenberg in Kronach, deren Ausbau Weigand von Redwitz sehr vorangetrieben hatte.

## Grabdenkmal im Kloster Michaelsberg
Sein von Hans Polster ausgeführtes Grabdenkmal befindet sich seit der Stilrestaurierung des Domes von Bamberg in der Michaelskirche. Dort ist es im linken Seitenschiff zu finden.